# Улица Челюскинцев (Мурманск)
У́лица Челю́скинцев — улица в Мурманске, связывающая центральную часть города с северной. Расположена в Октябрьском и Ленинском округах города.

## География
Улица берёт своё начало недалеко от центральной площади города Пяти Углов, продолжая северное направление улицы Коминтерна, и заканчивается в районе юго-восточной стороны Семёновского озера, переходя в проспект Героев-Североморцев.

## Происхождение названия
В 1933 году из Мурманска во Владивосток на борту ледокольного парохода «Челюскин» вышла экспедиция под руководством О. Ю. Шмидта, целью которой было освоение Северного морского пути. В районе Чукотского моря корабль был зажат и в течение короткого времени раздавлен ледяными глыбами. Экипажу, успевшему эвакуироваться на дрейфующую льдину, пришлось на протяжении двух месяцев осваивать искусство выживания в суровых условиях до прибытия спасателей. В честь их героических действий постановлением мурманского горсовета 8 июля 1934 года улица получила название Челюскинцев. До этого она именовалась улицей Моряков.

## История улицы
Во время Гражданской войны на улице происходили столкновения рабоче-крестьянских формирований Красной армии с белогвардейскими отрядами. Тут располагались казармы, тюремные бараки, военштабы и различные губернские органы. В 1923 году в одном из бараков располагался клуб юных пионеров. Во время Второй мировой войны улица была практически разрушена бомбардировками фашистской авиации, но активная застройка в послевоенные годы позволила ей стать одним из деловых центров города.

## Здания и сооружения
В настоящее время на улице расположены:
- Центральный стадион профсоюзов
- Ледовый дворец спорта
- ДК Моряков
- Центральный плавательный бассейн
- Церковь Спаса-на-водах
- Домик «моржей»

Так же тут находятся учебные заведения, деловые центры, банки, учреждения здравоохранения, офисы и жилые дома.

## Памятники
В сквере перед ДК Моряков установлен памятник в честь боевого содружества стран антигитлеровской коалиции в годы Второй мировой войны, выполненный в виде руки, держащей земной шар. У мурманских студентов есть обычай — накануне сессии, повернувшись спиной к монументу, перебросить через него зачётную книжку на удачу. Из-за этой традиции и определённой формы среди жителей распространено неофициальное название памятника — «Шар».
Севернее, на торце дома № 9 расположена Мемориальная композиция покорителям Арктики, торжественно открытая в мае 1975 года.
Также вдоль улицы находится мемориальный комплекс, посвящённый морякам, погибшим в мирное время, в который включена рубка АПРК «Курск» как память о моряках-подводниках.

## Транспорт
По улице проходят три троллейбусных маршрута, несколько автобусных маршрутов городского и пригородного направлений. Является основной городской транспортной артерией, ведущей в северную часть города.

## Пересекаемые улицы
С юга на север:
- ул. Профсоюзов
- ул. Карла Маркса
- ул. Володарского
- Октябрьская улица
- ул. Карла Либкнехта
- ул. Папанина
- Загородная улица
- Верхнеростинское шоссе